# Octava romàntica
Una octava romàntica és, en mètrica poètica, una forma d'estrofa de vuit versos que conformen una composició separada en dos quartets o quartetes, bastits per metres diversos, a vegades heptasíl·labs, amb la rima ABBC DEEC. Com altres composicions fixes, la disposició dels accents implica que disposi de la tonalitat aguda mots masculins (aguts) en el vers quart i vuitè.

## Característiques
Resulta una adaptació de les diferents provatures sobre l'octava clàssica efectuada pels primers escriptors romàntics en el seu desig de renovar i, sobretot trencar amb les preceptives que els havien precedit. A França trobem el cas de Víctor Hugo que va assajar gairebé tots els metres coneguts i en feu incorporacions noves i provatures reeixides molt interessants El 1829 publicà la seva obra (Les Orientals) Les Orientales on presentà la nova forma d'Octava en un vers anomenat Les Djinns, que proposava, concentrades en un sol poema, diverses gosadies per l'època, com fer un cercle mètric començant el poema en versos bisíl·labs i, a cada estrofa, anar-los incrementant en una síl·laba fins al decasíl·lab, per a tornar a baixar i cloure la composició novament amb versos bisíl·labs
Per aquest fet l'opció presentada per alguns crítics de la seva invenció (Bermudez) per part de Salvador Bermudez De Castro, no és prou plausible donat que aquest autor s'estrenà en la seva escassa producció el 1840, és a dir onze anys després de l'aportació d'Hugo.
La influència d'aquest metre i d'Hugo abastà gran part d'Europa i, entre d'altres, José de Espronceda que en la seva obra (L'Estudiant de Salamanca) El Estudiante de Salamanca en va fer una resultada imitació, fent partir i arribar l'Octava en un monosíl·lab (Espronceda, 2012, pp. 71-80). El mateix autor la utilitzà també, només amb heptasíl·labs a A Jarifa en una orgia
En mètrica catalana la trobem en casos com Miquel Antoni Martí, al poema La Soledat, o bé Joaquim Rubió i Ors a Mos Cantars i A la Poesia, entre d'altres.
Resulta una composició molt útil per aconseguir certa variabilitat en la poesia narrativa o, una bona expressió de la sensibilitat en la poesia lírica, amb una utilitat satisfactòria per igual als dos gèneres.

## Exemples
- Les Djinns de Víctor Hugo.[9]
- Canción del pirata de José de Espronceda Delgado.[10]
- A Jarifa en una orgia de José de Espronceda Delgado.
- La Soledat de Miquel Antoni Martí
- Joaquim Rubió i Ors.[11]